# Гран-Картрэ, Джон
Джон Гран-Картрэ (фр. John Grand-Carteret), при рождении Жан Гран (фр. Jean Grand; 6 августа 1850; Париж — 31 августа 1927; Париж) — французский журналист и публицист, историк искусств и моды, стоявший у истоков иконологии; его пятитомное издание «История, жизнь, нравы и диковины посредством изображений, памфлетов и документов (1450—1900)» по-прежнему остаётся авторитетным.
Сын банкира, дядя по матери — швейцарский государственный деятель Антуан-Дезире Картре (1813—1889) .
Начал работать журналистом в Женеве, затем перебрался в Париж. Сотрудничал в «L'Ère nouvelle» под псевдонимом Historicus.
Собрал большую коллекцию гравюр, эстампов и рисунков. Использовал их в своих многочисленных очерках по истории политической и бытовой карикатуры:
- «Нравы и карикатура в Германии, Австрии и Швейцарии» («Les mœurs et la caricature en Allemagne, en Autriche, en Suisse»),
- «Нравы и карикатура во Франции» («Les mœurs et la caricature en France»),
- «Франция, судимая Германией» («La France jugée par l’Allemagne»),
- «Бисмарк и карикатура» («Bismarck en caricatures»; 1890),
- «Карикатуры о франко-русском союзе» («Les caricatures sur l’alliance franco-russe»; 1893),
- «Декольте и подолы» («Le Décolleté et le retroussé, quatre siècles de gauloiserie, 1500—1900»; 1902) и др.

В 1883 году организовал в Париже выставку по иконографии Жан-Жака Руссо, — первую выставку такого рода во Франции. В марте 1893 года, вместе с Эмилем Рондо (Émile Rondeau), основал журнал «Le Livre et l’image».